# 茶珎和雄
茶珎 和雄（ちゃちん かずお、1935年（昭和10年）12月12日 - 2010年（平成22年）1月17日）は、日本の園芸学者、食品化学者。元大阪夕陽丘学園短期大学学長、大阪府立大学名誉教授。

## 来歴
大阪市出身。大阪府立大学の農学部園芸学科に入学し、1959年卒業、同大学の大学院で修士課程を修了した。1974年には園芸学会賞奨励賞を受賞している。2010年1月17日、肺炎により大阪府和泉市の病院で死去。74歳だった。叙従四位、瑞宝小綬章追贈。